# Beedeina
Beedeina es un género de foraminífero bentónico de la subfamilia Fusulininae, de la familia Fusulinidae, de la superfamilia Fusulinoidea, del suborden Fusulinina y del orden Fusulinida. Su especie tipo es Fusulinella girtyi. Su rango cronoestratigráfico abarca el Moscoviense medio y superior (Carbonífero superior).

## Discusión
Clasificaciones más recientes incluyen Beedeina en la subclase Fusulinana de la clase Fusulinata. Otras clasificaciones lo incluyen en la subfamilia Beedeininae.

## Clasificación
Beedeina incluye a las siguientes especies:
- Beedeina aculeata †
- Beedeina ashlandensis †
- Beedeina buglensis †
- Beedeina changyangensis †
- Beedeina communis †
- Beedeina corisaensis †
- Beedeina darvasica †
  - Beedeina darvasica elongata †
- Beedeina diversa †
- Beedeina dutkevichi †
- Beedeina exilis †
- Beedeina ferusa †
- Beedeina girtyi †
- Beedeina grileyi †
- Beedeina henbesti †
- Beedeina inflata †
- Beedeina jinghensis †
- Beedeina joyitaensis †
- Beedeina kuqaensis †
- Beedeina lenaensis †
- Beedeina lewisi †
- Beedeina multicava †
- Beedeina pararockymontana †
- Beedeina pedragosaensis †
- Beedeina pseudoacme †
- Beedeina ridgensis †
- Beedeina samarica †
- Beedeina schellwieni †
- Beedeina subferusa †
- Beedeina truyolsi †

Otra especie considerada en Beedeina es:
- Beedeina gigantea †, de posición genérica incierta